# Alionouchka et Ivanouchka

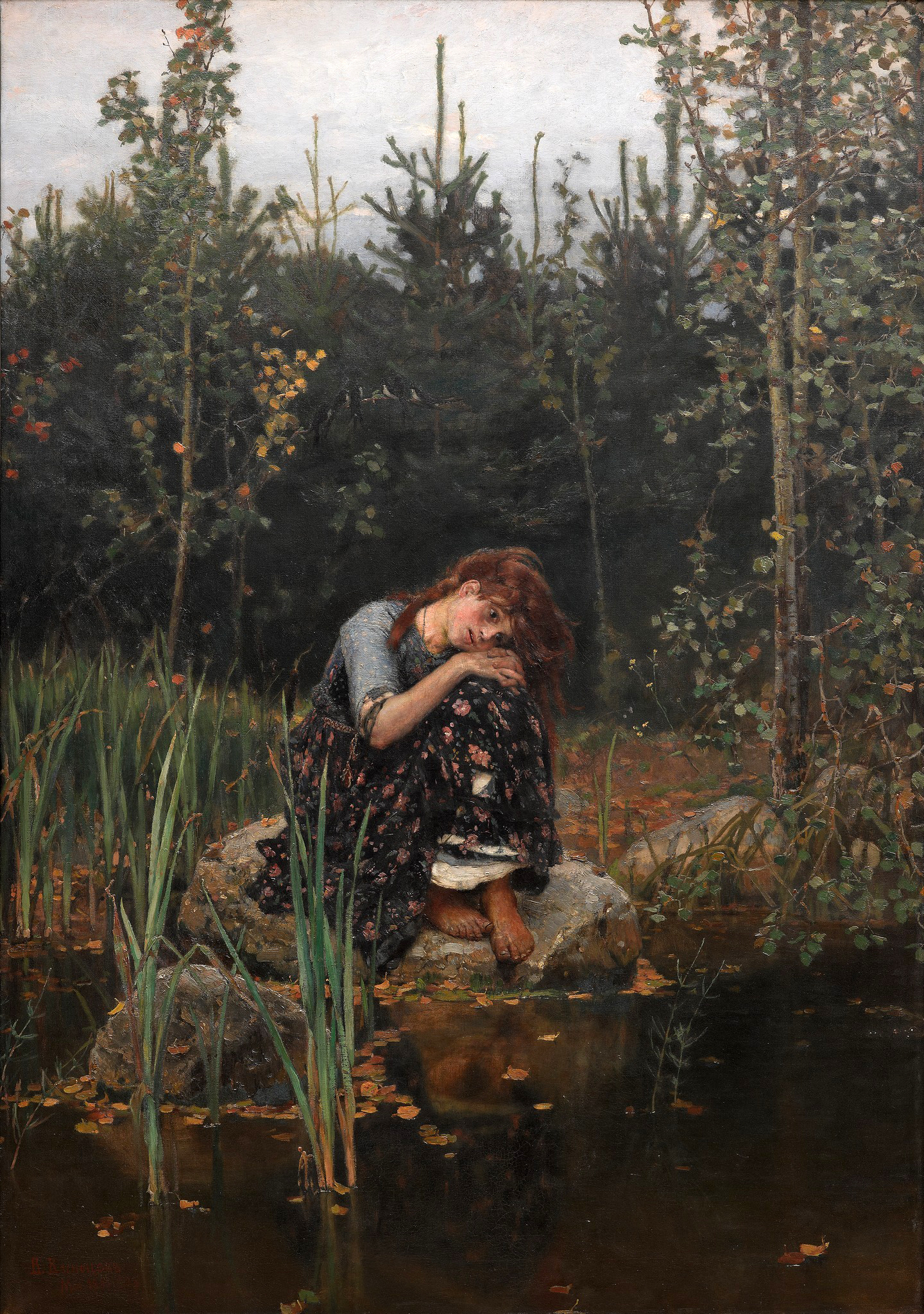
Alionouchka, par Viktor Vasnetsov

Alionouchka et Ivanouchka (titre complet en russe : Сестрица Алёнушка, братец Иванушка (Sestritsa Alionouchka, bratets Ivanouchka, littéralement Sœurette Alionouchka, petit-frère Ivanouchka) est un conte slave oriental très connu, qui figure en quatre versions dans les Contes populaires russes d'Alexandre Afanassiev. Il est proche du conte de Grimm intitulé Brüderchen und Schwesterchen (Frérot et Sœurette).
Le conte a été traduit en français notamment par Luda et par Lise Gruel-Apert.

## Thème général

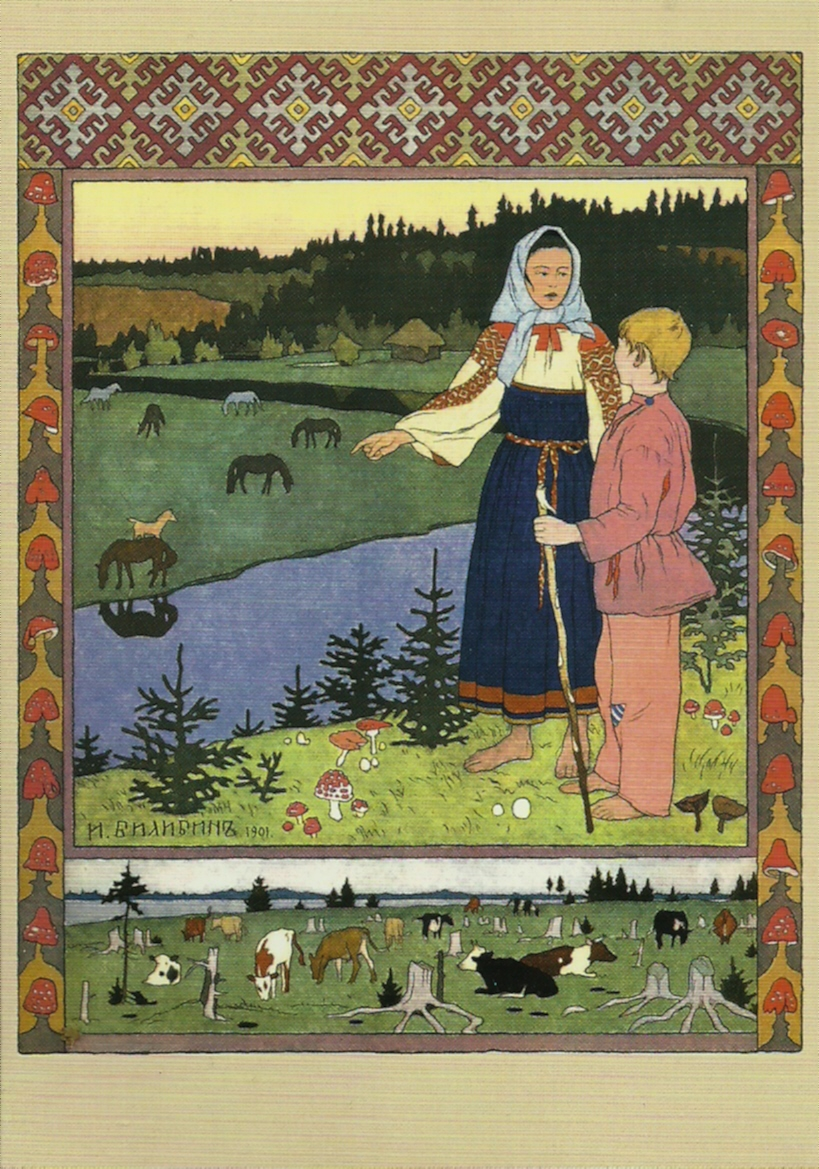
Illustration de Ivan Bilibine.

Le conte évoque une jeune fille et son petit frère qui, soit errent à l'aventure, soit sont partis cueillir des baies. Malgré les avertissements de sa sœur, le petit garçon, tourmenté par la soif, finit par boire d'une eau ensorcelée qui le transforme en chevreau (ou en agneau). Tandis que la jeune fille se désole, elle est recueillie par un roi, ou un seigneur, qui ne tarde pas à l'épouser, acceptant que le chevreau reste auprès d'elle. Mais elle est traîtreusement noyée par une sorcière qui prend son aspect, et sa place auprès de son mari. Irritée par la présence du chevreau, témoin gênant, la sorcière veut l'égorger ; à trois reprises, celui-ci s'adresse à sa sœur noyée pour lui demander de l'aide, mais la sœur, du fond de l'eau, avoue son impuissance. À la troisième fois cependant, elle remonte à la surface, le roi l'aperçoit, comprend ce qui s'est passé, la sauve et punit la sorcière. La vie reprend comme avant, le chevreau reprenant forme humaine ou conservant son aspect animal, selon les versions.

## Variantes

### Variante 146a / 260

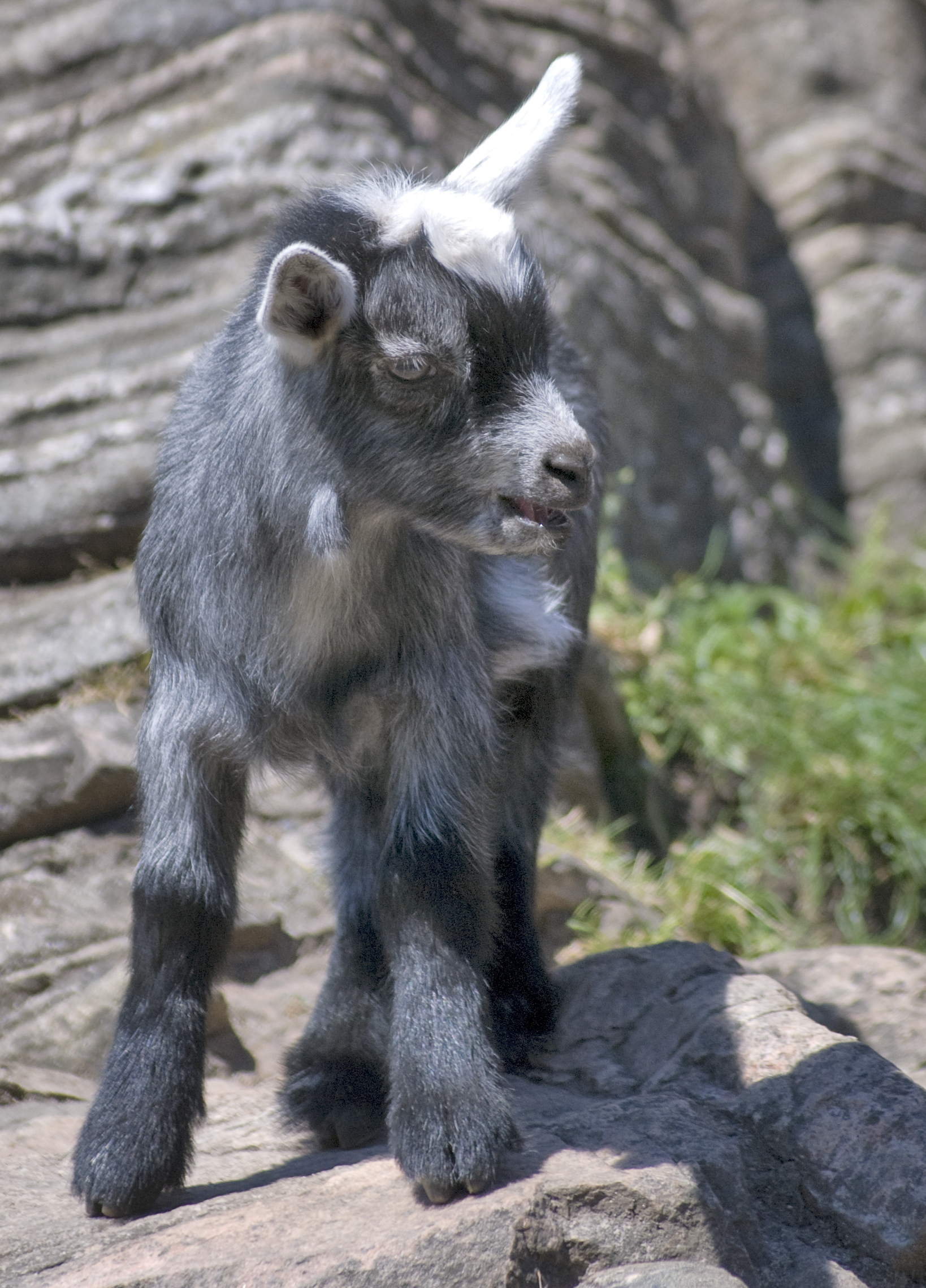
« Sans écouter sa sœur, il but, et devint petit chevreau ».

Cette version a été recueillie dans le district de Bobrov (gouvernement de Voronej), selon toute vraisemblance par Afanassiev lui-même.
Alionouchka et Ivanouchka sont deux orphelins, enfants de sang royal, qui s'en vont à l'aventure. Ivanouchka a soif et veut boire successivement à plusieurs points d'eau près desquels paissent respectivement des troupeaux de vaches, de chevaux, de moutons et de cochons. Alionouchka le retient à chaque fois en l'avertissant que s'il boit, il sera changé en petit veau, en poulain, en agneau, ou en petit cochon. Mais finalement, Ivanouchka n'y tient plus et boit d'une eau à proximité de laquelle paît un troupeau de chèvres, et il est métamorphosé en chevreau.
Alionouchka, en larmes, attache son petit frère en laisse : le chevreau l'emmène en gambadant jusque dans le jardin d'un tsar. Celui-ci, averti, fait raconter son histoire à Alionouchka, puis tombe amoureux d'elle et l'épouse ; le chevreau reste vivre auprès d'eux.
Un jour où le tsar est parti à la chasse, une sorcière s'approche et jette un mauvais sort à Alionouchka, qui tombe malade, en même temps que les fleurs et les arbres du jardin. Le lendemain, la sorcière revient et, sous prétexte de guérir la jeune fille, l'emmène boire de l'eau d'un lac ; mais à peine arrivées, elle se jette sur elle, et la précipite au fond de l'eau avec une pierre au cou. Le chevreau, qui a tout vu, pleure amèrement.
La sorcière prend l'apparence de la jeune reine et retourne au palais. Le tsar, ainsi trompé, se réjouit que sa femme ait recouvré la santé et s'enquiert du chevreau, mais la fausse reine prétend qu'il sent trop mauvais pour le laisser entrer. Le lendemain, elle se met à frapper le chevreau et exige de le faire égorger. Celui-ci implore le tsar de le laisser aller boire au lac, et le tsar, pris de pitié, le lui accorde. Là, il appelle plaintivement sa sœur pour qu'elle vienne à son secours, mais celle-ci répond du fond de l'eau qu'elle y est retenue par une lourde pierre. Plus tard, le chevreau implore une nouvelle fois le tsar d'aller au lac, et la scène se répète.
À la troisième fois, le tsar, intrigué, suit le chevreau et entend le dialogue entre le frère et la sœur ; mais cette fois-ci, la jeune femme apparaît à la surface, le tsar la ramène sur la berge et lui fait raconter toute l'histoire. Il fait brûler la fausse reine et tous trois, joyeux, reprennent leur vie d'avant, tandis que le jardin a reverdi et refleuri.

### Variante 146b / 261

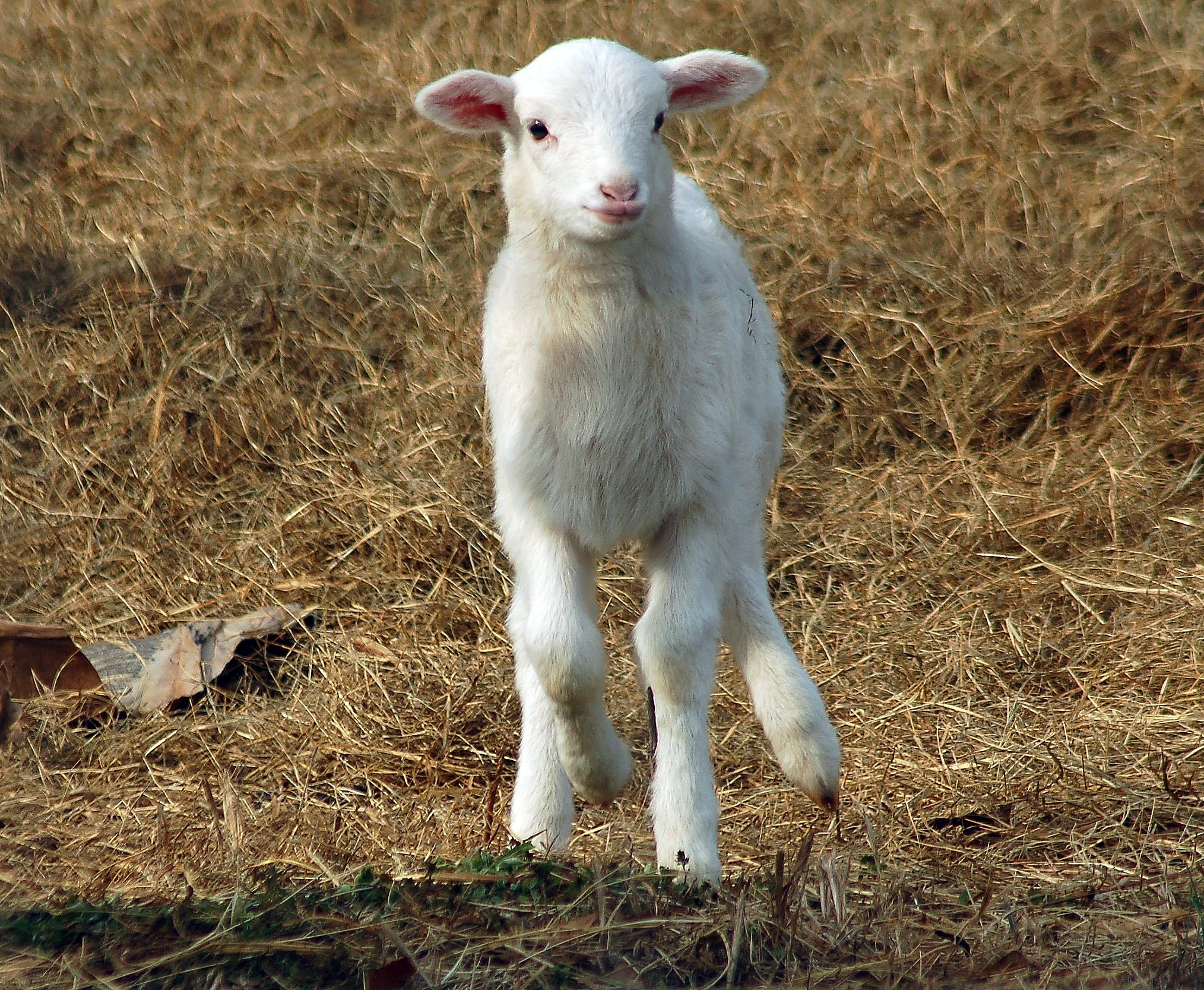
« Alionouchka appela son frère, mais à sa place, elle vit accourir un petit agneau tout blanc ».

Dans cette version, recueillie dans le gouvernement de Koursk, l'ascendance royale des deux orphelins n'est pas évoquée. Ivanouchka veut boire successivement d'un sabot de vache, de cheval, de mouton remplis d'eau. Lorsqu'il boit finalement de ce dernier, il se transforme en agnelet. Un seigneur de passage demande à Alionouchka pourquoi elle pleure, et lui propose de l'épouser et que l'agneau reste vivre auprès d'eux. La suite est similaire à la version précédente, mais à la fin l'agneau redevient le petit frère Ivanouchka.

### Variante 146c / 262
(Recueillie dans le gouvernement de Tambov).
Alionouchka et Ivanouchka sont partis cueillir des baies dans la forêt. Ivanouchka veut boire successivement à un sabot de cheval, de vache, puis de mouton, pleins d'eau : sa sœur l'en empêche, mais lorsqu'il trouve un sabot de chèvre, il n'y tient plus et se retrouve transformé en chevreau. Ils croisent un barine (seigneur) qui veut acheter le chevreau, mais Alionouchka proteste qu'il s'agit de son petit frère, à la suite de quoi le barine les emmène tous deux, épouse la jeune fille et adopte le chevreau.
Des courtisans jaloux jettent Alionouchka à la rivière avec une pierre au cou, et la remplacent auprès du seigneur par une autre femme qu'ils habillent de ses vêtements. Le seigneur ne reconnaît pas sa femme, qui exige de plus de manger le chevreau. Celui-ci implore par trois fois le seigneur de le laisser aller boire à la rivière, et à chaque fois un dialogue similaire à celui des versions précédentes s'instaure entre lui et sa sœur. Mais le seigneur, qui l'a fait suivre par un serviteur, découvre le pot-aux-roses, sauve Alionouchka des eaux, chasse la fausse épouse, et ils se remettent à vivre heureux en compagnie du chevreau.

### Variante 146d / 263

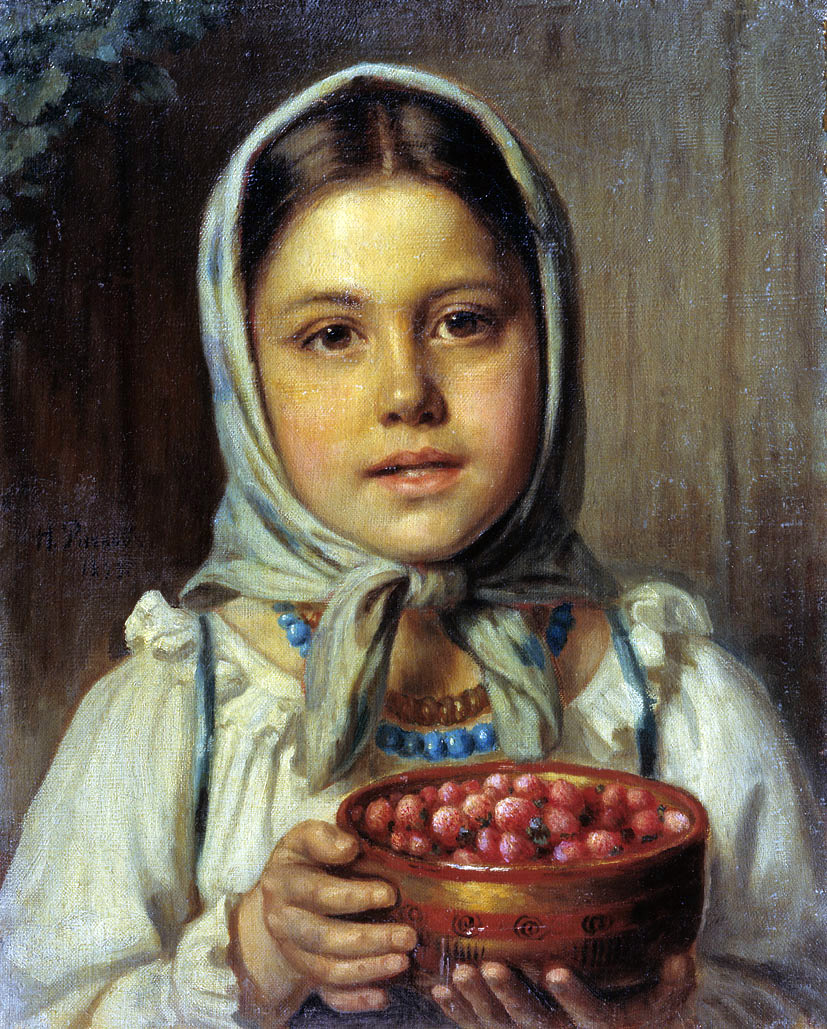
« Le père les envoya dans la forêt cueillir des baies ».
(Nikolaï Ratchkov, Jeune fille aux baies)

Cette version, plus brève, a été recueillie dans le gouvernement de Saratov. Le prénom de la sœur s'y présente sous la forme Оленушка (Olionouchka, prononciation similaire).
Un vieux et une vieille envoient leurs enfants dans la forêt cueillir des baies. Ils découvrent une cabane, dans laquelle dort Baba Yaga. Ils y jouent avec la bague d'Olionouchka, mais lorsqu'ils en ressortent, la sœur se rend compte qu'elle a oublié sa bague dans la cabane et envoie son frère la chercher, tout en l'avertissant de ne pas lécher le lard de chèvre qui s'y trouve.
Ivan bien sûr désobéit et, transformé en bouc, rapporte la bague à sa sœur sur une de ses cornes. Un seigneur les prend avec lui, et ils vivent ainsi ensemble une année.
Les filles de la sorcière invitent un jour Olionouchka à se baigner avec elles : celle-ci finit par accepter, mais elles lui attachent une pierre au cou et la laissent se noyer. Le bouquillon se lamente sur la rive. Des serviteurs qui l'ont suivi aperçoivent Oliounouchka, la saisissent et la traînent sur la berge. Le seigneur reprend la jeune femme avec lui, laissant le chevreau batifoler à sa guise dans le jardin, et fait fusiller les filles de la baba Yaga.

## Le dialogue entre le chevreau et la jeune femme noyée

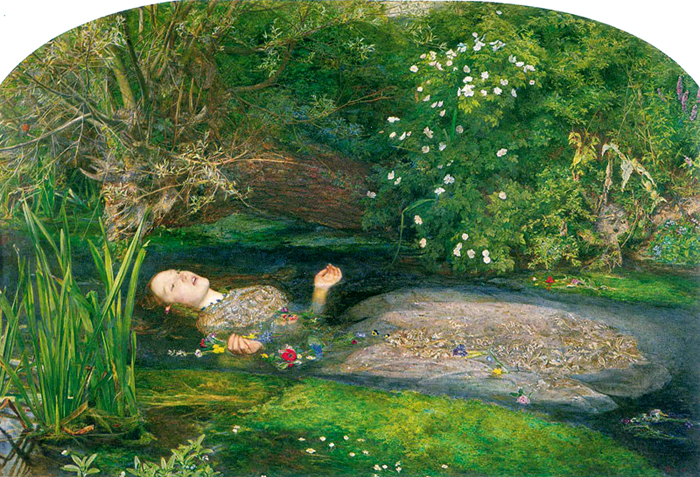
« Alors Alionouchka remonta et parut à la surface de l'eau. »
(John Everett Millais, Ophelia)

Dans toutes les versions mentionnées par Afanassiev, le dialogue entre le jeune frère transformé en animal que l'on s'apprête à égorger et sa sœur, maintenue au fond de l'eau par une pierre attachée au cou, est intensément pathétique et constitue un puissant ressort dramatique de l'intrigue. Dans les versions 260 et 261, il se présente sous une forme versifiée, en prose dans les deux autres, mais toujours au style direct. Même quand il est en prose, le texte est partiellement rythmé et rimé, ; il contient aussi des formes, des tournures et des images poétiques.
Certaines tournures se retrouvent à l'identique dans plusieurs versions (noji totchat boulatnye, « on aiguise les couteaux d'acier »). Les deux protagonistes font grand usage de diminutifs hypocoristiques, ce qui traduit l'affection désespérée entre le frère et la sœur. Dans la version la plus complète (260), le dialogue se répète à trois reprises, comme il est de règle habituellement dans les contes.
| Version 260 Le chevreau : Alionouchka, ma sœurette ! Émerge, regagne la rive. Les feux ardents sont allumés, Les marmites mises à bouillir, On aiguise les couteaux d'acier, On s'apprête à m'égorger ! Alionouchka : Ivanouchka, mon petit frère ! Une lourde pierre m'entraîne au fond, Un serpent féroce m'a sucé le cœur ! | Version 261 L'agneau : Alionouchka, ma sœurette ! On s'apprête à m'égorger ; Les grands foyers sont préparés, Les chaudrons de fonte chauffent, On aiguise les couteaux d'acier ! Alionouchka : Hélas, petit frère Ivanouchka ! Une lourde pierre me serre la gorge, Une herbe de soie enlace mes mains, Les sables jaunes pèsent sur ma poitrine ! | Version 262 Le chevreau : Alionouchka, sœurette chérie ! Tu es bien mal, moi plus encore ; on veut m'égorger comme un chevreau, on aiguise les couteaux d'acier, les chaudrons d'Allemagne bouillent, les feux déjà sont tout brûlants ! Alionouchka : Ivanouchka, mon frère chéri ! Tu es bien mal, moi plus encore ; une lourde pierre m'entraîne au fond, un blanc poisson m'a dévoré les yeux, un serpent féroce m'a sucé le cœur, mes pieds sont entortillés dans une herbe de soie ! | Version 263 Le chevreau : Olionouchka, ma sœurette ! Regarde ici, regarde-moi ! C'est moi ton frère, Ivanouchka, j'ai de tristes nouvelles pour toi, comme un chevreau on veut m'abattre, m'égorger... Olionouchka : Hélas, mon frère Ivanouchka ! J'aimerais tant t'apercevoir, la lourde pierre au fond m'entraîne ! |  |

Cette alternance de passages en prose libre et en vers chantés ou psalmodiés était traditionnelle dans de nombreuses cultures (notamment en France, même si malheureusement la mélodie a rarement été notée par les collecteurs de contes). Georges Dumézil, se référant aux temps indo-européens, évoque, aussi bien pour les gathas bouddhiques de l'Inde ou les gathas avestiques iraniens que pour l'épopée irlandaise, « un même prototype : des morceaux en vers, relativement fixés, pour les passages pathétiques ou expressifs ou simplement importants (...) ; mais pour le reste (...) une prose à l'état fluide que chaque récitant traitait à sa manière (...) ».

## Référencement et origine
Le conte ressort de la rubrique AT 450 (Petit Frère et Petite Sœur) de la classification Aarne-Thompson. Stith Thompson (voir Bibliographie) mentionne une relation manifeste entre ce conte et le conte-type AT 403 (La Fiancée blanche et la Fiancée noire), même s'il doit être considéré comme « davantage qu'une simple variante de cette histoire ». Il suggère qu'il pourrait s'agir dans les deux cas d'anciennes histoires d'origine italienne : une version littérarisée du conte figure dans le Pentamerone de Basile (Nennillo et Nennella). Elle est toutefois fort éloignée de la version russe.
Erna Pomérantseva indique qu'il s'agit de l'un des contes russes les plus populaires, et souligne que le motif de la transformation du frère en animal témoigne de son ancienneté.

## Interprétations

### Interprétations psychanalytiques
Les interprétations psychanalytiques du conte (généralement étudié sous la forme du conte de Grimm, ) y détectent une métaphore de la dualité animale (instinctive) et spirituelle (rationnelle), liée aux difficultés du passage à l'âge adulte. 

## Analogies

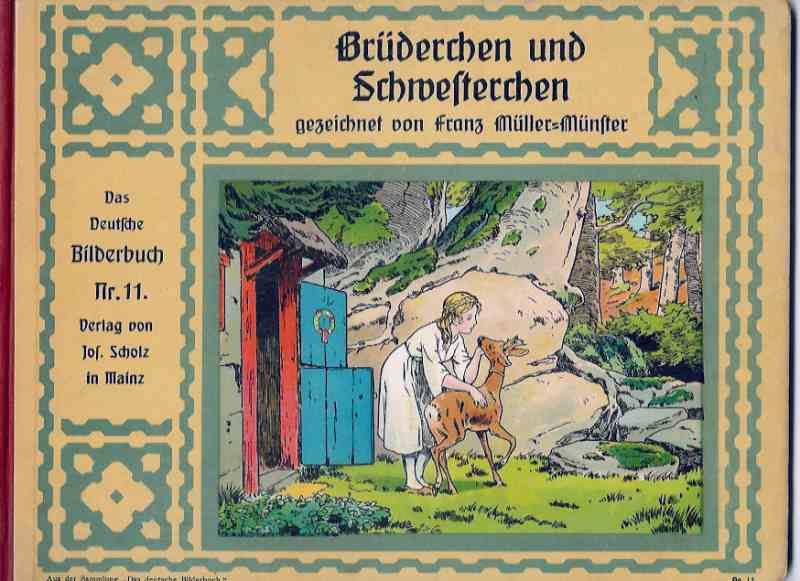
Couverture de Brüderchen und Schwesterchen par Franz Müller-Münster. Josef Scholz, « Das Deutsche Bilderbuch, 11 », Mayence, v.1910.

Outre Brüderchen und Schwesterchen (Frérot et Sœurette), le conte peut être rapproché d'autres contes de Grimm :
- Hänsel und Gretel (Hansel et Gretel, KHM 15)
- Das Lämmchen und Fischchen (L'Agnelet et le Petit Poisson, KHM 141).

Des éléments du récit se retrouvent dans les contes russes suivants :
- Белая уточка (Blanche Canette, ou La Cane blanche, NRS 148/265)

Pour la France, Delarue et Ténèze (voir Bibliographie) mentionnent un conte du Nivernais similaire : La Fontaine dont l'eau change en lion.
Le conte berbère intitulé La Vache des orphelins, dont une version figure dans Le Grain magique de Taos Amrouche, est très proche dans sa seconde partie de ce conte ; on y retrouve en particulier les dialogues psalmodiés entre le frère (transformé en gazelle) et la sœur, poussée au fond d'un puits.
Le thème de la fausse épouse qui s'introduit par ruse auprès du roi est récurrent dans les contes de divers pays. On le retrouve par exemple dans le conte islandais La Géante dans la barque de pierre.

## Adaptations
- Le conte est à la source d'un dessin animé soviétique d'Olga Khodataïeva de 1953, « Сестрица Алёнушка и братец Иванушка » ;
- En 2001, une version russe restaurée du précédent, due aux Studios AS et Detski Seans 1, avec une nouvelle bande-son, a fait l'objet de critiques généralement négatives.